# Salpichroa microloba
Salpichroa microloba là loài thực vật có hoa trong họ Cà. Loài này được S. Keel miêu tả khoa học đầu tiên năm 1993.